# Ginti-kirmil
Ginti-kirmil ist ein Ort in Palästina, der aus den Amarna-Briefen bekannt ist (EA 289: 18-20). Die genaue Lage ist unbekannt. Nach Aharoni ist Ginti-kirmil mit Gath-Carmel und dem Gath der Philister gleichzusetzen. Diese Identifikation wird heute von den meisten Forschern akzeptiert. Als Lokalisierung wurde auch das Karmel-Gebirge (Gat Carmel) und Jatt in der zentralen Scharonebene vorgeschlagen. Letztere Lokalisierung würde mit der Mineralogie der entsprechenden Briefe übereinstimmen. Aharon argumentiert dagegen, dass Jatt nach der Schischak-Liste mit dem Giti-padalla (Gath-padalla) der Armana-Briefe (EA 250, 13) identisch sei. Plinius der Ältere (Naturalis historia 5,17,74) erwähnt ein Getta nördlich des Berges Karmel, das ebenfalls mit Ginti-kirmil gleichgesetzt wird.
Der Herrscher von Ginti-kirmil hieß Tagi. Er ist der Absender des Amarna-Briefes EA 266. Vita nimmt auf Grund paläographischer Studien an, dass der Brief durch einen Schreiber aus Gezer verfasst wurde, der auch für die Herrscher von Gath und Aschdod tätig war. Auch Briefe von Jahtiru (EA 296) weist er diesem Schreiber zu. Letztere verwendeten aber auch andere Schreiber. Tagi war ein Vasall Ägyptens, unterstand aber offenbar auch der Herrschaft des Lab'aia von Sichem, der gegen den Pharao rebellierte und schließlich von den Männern von Gila ermordet wurde. Vermutlich lavierte Tagi zwischen diesen beiden Polen, um sich eine gewisse Handlungsfreiheit zu verschaffen.
In einem Amarna-Brief (EA 289:18-24) werden von Abdi-Hepa von Jerusalem Truppen aus Ginti-kirmil in Beth-Schean erwähnt: „Siehe, das Land der Stadt von Ginti-Kirmil gehört Tagi und die Männer von Ginti-Kirmil bilden die Garnison von Beth-Sche'an. Sollten wir handeln wie Lab'aia, als er das Land von Sichem an die Hapiru gab?“
1993 wurde in Bet Sche’an ein Tonzylinder entdeckt, der einen keilschriftlichen Brief von Tagi von Ginti-Kirmil an seinen Oberherren Lab'aia von Sichem enthielt.

## Herrscher
- Tagi
- Schuwardata, Sohn des Tagi (Albright hält Schuwardata allerdings für den König von Hebron).